# Johannes-Kepler-Gymnasium Weil der Stadt
Das  Johannes-Kepler-Gymnasium Weil der Stadt ist ein allgemein bildendes Gymnasium in der Stadt Weil der Stadt im Landkreis Böblingen in Baden-Württemberg. Benannt ist es nach Johannes Kepler (1571–1630), einem in Weil der Stadt geborenen deutschen Astronomen, Astrologen, Physiker, Mathematiker und Naturphilosophen.

## Geschichte
1950 fasste der Gemeinderat den Entschluss, für die Oberschule in Weil der Stadt ein eigenes Schulhaus zu errichten, zum Ärgernis von Anton Wunder, dem Leiter der Volksschule, welcher davon träumte, dass seine eigene Schule auf den Galgenberg ziehen werde. Das Richtfest der neu gebauten Schule fand am 8. September 1951 statt. 1952 kam es zur Einweihung des neuen Schulgebäudes, wie zu einem Besuch des Kultusministers Simpfendörfer, welcher die Schule zu den schönsten zählte, welche er bisher gesehen hatte.
Am 23. Juni begann dann schließlich der erste Schultag auf dem Galgenberg, die Leitung der Schule hatte Direktor Eugen Mannsperger. Der erste Lateinunterricht fand 1954, unter dem Altphilologen und stellvertretenden Schulleiter Gerhard Munz, statt. Der Ausbau zur Vollanstalt dauerte allerdings noch einige Jahre, erst 1970 fand das erste Abitur am JKG statt.